# Listă de fluvii după lungime

Fluviul Nil din Africa, cel mai lung curs de apă din lume

Lista celor mai lungi ape curgătoare din lume clasifică cursurile de apă în funcție de lungimea acestora, măsurată între sursă și gura de vărsare.

## Preambul
Determinarea cât mai precisă a lungimii unei ape curgătoare se bazează pe mai mulți factori, precum identificarea sursei, identificarea sau definirea gurii de vărsare și scara de măsurare a lungimii râului între izvor și gura de vărsare. Prin urmare, măsurătorile lungimii multor râuri sunt aproximări, situație similară cu cea a măsurării lungimii litoralului („paradoxul liniei de coastă”).
Deși Nilul era considerat în mod tradițional cel mai lung fluviu din lume, în 2007 și 2008 câțiva oameni de știință brazilieni au susținut că Amazonul este mai lung dacă se ia în considerare lungimea fluviului, a estuarului adiacent Pará (care face legătura între Delta Amazonului, Rio Tocantins și Rio Pacajá) și a celui mai lung canal mareic care îl conectează cu Oceanul Atlantic. Totuși, o articol publicat în 2009 de International Journal of Digital Earth concluziona că Nilul este mai lung.
Chiar și atunci când sunt disponibile hărți detaliate, determinarea lungimii nu este întotdeauna exactă. Un curs de apă poate avea mai multe brațe, valoarea lungimii depinde de măsurarea centrului sau a malurilor, de schimbările sezoniere și anuale, de ciclurile de eroziune și inundații, de construirea de baraje, diguri și canale. În plus, lungimea meandrelor se poate schimba semnificativ în timp din cauze naturale sau artificiale. De exemplu, din cauza a 18 canale construite între 1766 și 1885, lungimea fluviului Mississippi dintre Cairo, Illinois și New Orleans, Louisiana a fost redusă cu aproximativ 350 km.
În numeroase cazuri, surse diferite oferă informații diferite cu privire la lungimea unui curs de apă. În tabel, informațiile provenite din surse alternative sunt menționate între paranteze.
Lista include atât cursuri de apă care poartă un singur nume de la sursă până la gura de vărsare, cât și sisteme fluviale formate din cursul principal și afluenți (ape curgătoare secundare), sau din ape curgătoare secundare, cu nume diferite, care, după confluență, formează un curs principal. Ordinea este descrescătoare, în funcție de lungimea totală.

## Lista celor mai lungi ape curgătoare din lume
| Coduri de culoare pentru continent | Coduri de culoare pentru continent | Coduri de culoare pentru continent | Coduri de culoare pentru continent | Coduri de culoare pentru continent | Coduri de culoare pentru continent |
| Africa                             | Asia                               | Australia                          | Europa                             | America de Nord                    | America de Sud                     |
| ---------------------------------- | ---------------------------------- | ---------------------------------- | ---------------------------------- | ---------------------------------- | ---------------------------------- |

| Loc  | Curs de apă                                                                                | Lungime      | Suprafață bazin hidrografic | Debit maxim (valori medii anuale) | Receptor                          | Țări riverane |
| Loc  | Curs de apă                                                                                | km           | km2                         | m3/s                              | Receptor                          | Țări riverane |
|      |                                                                                            |              |                             |                                   |                                   | |
| ---- | ------------------------------------------------------------------------------------------ | ------------ | --------------------------- | --------------------------------- | --------------------------------- | --- |
| 1.   | Nil – Nilul Alb – Kagera – Nyabarongo – Mwogo – Rukarara                                   | 6.650 (7088) | 3.254.555                   | 2.490                             | Marea Mediterană                  | Etiopia · Eritreea · Sudan · Uganda · Tanzania · Kenya · Rwanda · Burundi · Egipt · Republica Democratică Congo · Sudanul de Sud |
| 2.   | Amazon – Ucayali – Tambo – Ene – Mantaro                                                   | 6.400 (6575) | 7.000.000                   | 230.000                           | Oceanul Atlantic                  | Brazilia · Peru · Bolivia · Columbia · Ecuador · Venezuela · Guyana |
| 3.   | Yangtze – Jinsha – Tongtian – Dangqu                                                       | 6.300 (6418) | 1.970.000                   | 31.900                            | Marea Chinei de Est               | China |
| 4.   | Mississippi – Missouri – Jefferson – Beaverhead – Red Rock – Hell Roaring Creek            | 6.275        | 3.248.000                   | 21.300                            | Golful Mexic                      | Statele Unite (98,5%) · Canada (1,5%) |
| 5.   | Enisei – Angara – Selenga – Ider                                                           | 5.539        | 2.580.000                   | 20.200                            | Marea Kara                        | Rusia (97%) · Mongolia (2,9%) |
| 6.   | Huang He (Fluviul Galben)                                                                  | 5.464        | 752.546                     | 2.571                             | Marea Bohai                       | China |
| 7.   | Obi – Irtîș                                                                                | 5.410        | 2.990.000                   | 13.100                            | Golful Obi                        | Rusia · Kazakhstan · China · Mongolia |
| 8.   | Río de la Plata – Paraná – Rio Grande                                                      | 4.880        | 3.182.064                   | 27.225                            | Río de la Plata                   | Brazilia (46,7%) · Argentina (27,7%) · Paraguay (13,5%) · Bolivia (8,3%) · Uruguay (3,8%) |
| 9.   | Congo (Zaïr) – Lualaba – Luvua – Luapula – Chambeshi                                       | 4.700        | 3.680.000                   | 41.400                            | Oceanul Atlantic                  | Republica Democratică Congo · Republica Centrafricană · Angola · Congo · Tanzania · Camerun · Zambia · Burundi · Rwanda |
| 10.  | Amur (Heilong Jiang) – Argun                                                               | 4.444        | 1.855.000                   | 12.360                            | Marea Ohotsk                      | Rusia · China · Mongolia |
| 11.  | Lena                                                                                       | 4.400        | 2.490.000                   | 18.300                            | Marea Laptev                      | Rusia |
| 12.  | Mekong (Lancang Jiang)                                                                     | 4.350        | 810.000                     | 16.010                            | Marea Chinei de Sud               | China · Myanmar · Laos · Thailanda · Cambodgia · Vietnam |
| 13.  | Mackenzie – Slave River – Peace River – Finlay River                                       | 4.241        | 1.805.200                   | 9.800                             | Marea Beaufort                    | Canada |
| 14.  | Niger                                                                                      | 4.200        | 2.117.700                   | 8.570                             | Golful Guineei                    | Nigeria (26,6%) · Mali (25,6%) · Niger (23,6%) · Algeria (7,6%) · Guineea (4,5%) · Camerun (4,2%) · Burkina Faso (3,9%) · Coasta de Fildeș · Benin · Ciad                                                                                |
| 15.  | Brahmaputra – Yarlung Tsangpo                                                              | 3.969        | 712.035                     | 27.000                            | Gange                             | India (58,0%) · China (19,7%) · Nepal (9,0%) · Bangladesh (6,6%) · Teritoriu disputat de · India și · China (4,2%) · Bhutan (2,4%) |
| 16.  | Murray – Darling – Culgoa – Balonne – Condamine                                            | 3.672        | 1.061.000                   | 767                               | Oceanul Antarctic                 | Australia |
| 17.  | Tocantins – Araguaia                                                                       | 3.650        | 950.000                     | 17.600                            | Oceanul Atlantic Delta Amazonului | Brazilia |
| 18.  | Volga                                                                                      | 3.645        | 1.380.000                   | 8.380                             | Marea Caspică                     | Rusia |
| 19.  | Shatt al-Arab – Eufrat – Murat                                                             | 3.596        | 938.173                     | 3.350                             | Golful Persic                     | Irak · Turcia · Siria · Iran |
| 20.  | Madeira – Mamoré – Río Grande – Caine – Rocha                                              | 3.380        | 1.485.200                   | 31.200                            | Amazon                            | Brazilia · Bolivia · Peru |
| 21.  | Purús                                                                                      | 3.211        | 376.600                     | 11.207                            | Amazon                            | Brazilia · Peru |
| 22.  | Yukon                                                                                      | 3.185        | 854.700                     | 7.000                             | Marea Bering                      | Statele Unite (59,8%) · Canada (40,2%) |
| 23.  | Indus – Sênggê Zangbo                                                                      | 3.180        | 1.081.718                   | 5.533                             | Marea Arabiei                     | Pakistan (93%) · India · China |
| 24.  | São Francisco                                                                              | 3.180 (2900) | 610.000                     | 3.300                             | Oceanul Atlantic                  | Brazilia |
| 25.  | Sîrdaria – Narin                                                                           | 3.078        | 219.000                     | 703                               | Marea Aral                        | Kazahstan · Kârgâzstan · Uzbekistan · Tadjikistan |
| 26.  | Salween (Nu Jiang)                                                                         | 3.060        | 324.000                     | 6.700                             | Marea Andaman                     | China (52,4%) · Myanmar (43,9%) · Thailanda (3,7%) |
| 27.  | Saint Lawrence – Niagara – Detroit – Saint Clair – Saint Marys – Saint Louis – North River | 3.058        | 1.030.000                   | 12.500                            | Golful Saint Lawrence             | Canada (52,1%) · Statele Unite (47,9%) |
| 28.  | Rio Grande                                                                                 | 3.057        | 570.000                     | 82                                | Golful Mexic                      | Statele Unite (52,1%) · Mexic (47,9%) |
| 29.  | Nijniaia Tunguska                                                                          | 2.989        | 473.000                     | 3.600                             | Enisei                            | Rusia |
| 30.  | Colorado – Green River                                                                     | 2.945        | 390.000                     | 1.200                             | Golful California                 | Statele Unite · Mexic |
| 31.  | Dunăre (Danube, Donau, Duna, Dunav, Dunaj) – Breg                                          | 2.888        | 801.463                     | 6.452                             | Marea Neagră                      | România (28,9%) · Ungaria (11,7%) · Austria (10,3%) · Serbia (10,3%) · Germania (7,5%) · Slovacia (5,8%) · Bulgaria (5,2%) · Croația (4,5%) · Ucraina (3,8%) · Bosnia și Herțegovina · Moldova · Muntenegru · Cehia · Elveția · Slovenia |
| 32.  | Irrawaddy – N'Mai – Dulong – Kelaoluo – Gada Qu                                            | 2.809        | 404.200                     | 15.112                            | Marea Andaman                     | China · Myanmar |
| 33.  | Zambezi (Zambesi)                                                                          | 2.740        | 1.330.000                   | 4.880                             | Strâmtoarea Mozambic              | Zambia (41,6%) · Angola (18,4%) · Zimbabwe (15,6%) · Mozambic (11,8%) · Malawi (8,0%) · Tanzania (2,0%) · Namibia · Botswana |
| 34.  | Viliui                                                                                     | 2.720        | 454.000                     | 1.480                             | Lena                              | Rusia |
| 35.  | Padma – Gange – Alaknanda (Ganga)                                                          | 2.704        | 1.024.000                   | 16.000                            | Golful Bengal                     | India · Bangladesh · Nepal |
| 36.  | Amudaria – Panj                                                                            | 2.620        | 534.739                     | 1.400                             | Marea Aral                        | Uzbekistan · Turkmenistan · Tadjikistan · Afganistan |
| 37.  | Japurá (Caquetá)                                                                           | 2.615        | 289.000                     | 18.122                            | Amazon                            | Brazilia · Columbia |
| 38.  | Nelson – Saskatchewan – South Saskatchewan – Bow                                           | 2.570        | 1.111.890                   | 3.500                             | Golful Hudson                     | Canada · Statele Unite |
| 39.  | Rio Paraguay                                                                               | 2.549        | 900.000                     | 4.300                             | Paraná                            | Brazilia · Paraguay · Bolivia · Argentina |
| 40.  | Kolîma                                                                                     | 2.513        | 647.000                     | 4.100                             | Marea Siberiană Orientală         | Rusia |
| 41.  | Pilcomayo                                                                                  | 2.500        | 270.000                     | 200                               | Paraguay                          | Paraguay · Argentina · Bolivia |
| 42.  | Marele Obi (brațul superior al Obi) – Katun                                                | 2.490        | 1.040.000                   |                                   | Obi                               | Rusia |
| 43.  | Ișim                                                                                       | 2.450        | 177.000                     | 56                                | Irtîș                             | Kazahstan · Rusia |
| 44.  | Orange                                                                                     | 2.432        | 973.000                     | 365                               | Oceanul Atlantic                  | Africa de Sud · Namibia · Botswana · Lesotho |
| 45.  | Ural                                                                                       | 2.428        | 237.000                     | 475                               | Marea Caspică                     | Rusia · Kazahstan |
| 46.  | Juruá                                                                                      | 2.410        | 190.573                     | 6.004                             | Amazon                            | Peru · Brazilia |
| 47.  | Arkansas                                                                                   | 2.348        | 505.000 (435122)            | 1.066                             | Mississippi                       | Statele Unite |
| 48.  | Songhua                                                                                    | 2.309        | 557.180                     | 2.410                             | Amur                              | China |
| 49.  | Oleniok                                                                                    | 2.292        | 219.000                     | 1.210                             | Marea Laptev                      | Rusia |
| 50.  | Nipru                                                                                      | 2.287        | 516.300                     | 1.670                             | Marea Neagră                      | Ucraina · Belarus · Rusia |
| 51.  | Aldan                                                                                      | 2.273        | 729.000                     | 5.501                             | Lena                              | Rusia |
| 52.  | Oubangui – Uele                                                                            | 2.270        | 651.915                     | 5.936                             | Congo                             | Republica Democratică Congo · Republica Centrafricană · Congo |
| 53.  | Rio Negro                                                                                  | 2.250        | 720.114                     | 34.573                            | Amazon                            | Brazilia · Venezuela · Columbia |
| 53.  | Columbia – Snake River                                                                     | 2.250        | 671.000                     | 7.500                             | Oceanul Pacific                   | Canada (30%) · Statele Unite (70%) |
| 55.  | Rio Tapajós – Teles Pires                                                                  | 2.210        | 494.254                     | 13.540                            | Amazon                            | Brazilia |
| 56.  | Pearl – Xi – Xun – Qian – Hongshui – Nanpan                                                | 2.200        | 437.000                     | 10.700                            | Marea Chinei de Sud               | China (98,5%) · Vietnam (1,5%) |
| 57.  | Red River                                                                                  | 2.188        | 78.592                      | 875                               | Mississippi                       | Statele Unite |
| 58.  | Kasai                                                                                      | 2.153        | 880.200                     | 10.000                            | Congo                             | Angola · Republica Democratică Congo |
| 59.  | Ohio – Allegheny River                                                                     | 2.102        | 490.603                     | 7.957                             | Mississippi                       | Statele Unite |
| 60.  | Orinoco                                                                                    | 2.101        | 1.014.797                   | 39.000                            | Oceanul Atlantic                  | Venezuela · Columbia · Guyana |
| 61.  | Tarim                                                                                      | 2.100        | 1.020.000                   |                                   | Lacul Lop Nor                     | China |
| 61.  | Río Xingu                                                                                  | 2.100        | 520.292                     | 10.023                            | Amazon                            | Brazilia |
| 63.  | Jubba – Shebelle                                                                           | 2.064        | 749.000                     |                                   | Oceanul Indian                    | Etiopia · Somalia |
| 64.  | Brazos – Double Mountain Fork – North Fork – Blackwater Draw                               | 2.060        | 116.000                     | 237,5                             | Golful Mexic                      | Statele Unite |
| 65.  | Salado del Norte                                                                           | 2.010        | 203.000                     |                                   | Paraná                            | Argentina |
| 66.  | Rio Içá (Rio Putumayo)                                                                     | 2.005        | 120.545                     | 8.520                             | Amazon                            | Brazilia · Peru · Columbia · Ecuador |
| 67.  | Vitim                                                                                      | 1.978        | 225.000                     | 1.937                             | Lena                              | Rusia |
| 68.  | Chenab                                                                                     | 1.974        | 160.000                     | 977,3                             | Indus                             | India · Pakistan |
| 69.  | Tigru                                                                                      | 1.950        | 375.000                     | 1.014                             | Shatt al-Arab                     | Turcia · Irak · Siria · Iran |
| 70.  | Don                                                                                        | 1.870        | 425.600                     | 935                               | Marea Azov                        | Rusia · Ucraina |
| 71.  | Podkamennaia Tunguska                                                                      | 1.865        | 240.000                     | 1.750                             | Enisei                            | Rusia |
| 72.  | Peciora                                                                                    | 1.809        | 312.041                     | 4.823                             | Marea Barents                     | Rusia |
| 73.  | Kama                                                                                       | 1.805        | 507.000                     | 4.100                             | Volga                             | Rusia |
| 74.  | Limpopo                                                                                    | 1.800        | 413.000                     | 313,4                             | Oceanul Indian                    | Mozambic · Zimbabwe · Africa de Sud · Botswana |
| 75.  | Ciulim                                                                                     | 1.799        | 134.000                     |                                   | Obi                               | Rusia |
| 76.  | Guaviare                                                                                   | 1.760        | 151.607                     | 7.529                             | Orinoco                           | Colombia |
| 77   | Marañón                                                                                    | 1.737        | 364.873                     | 16.708                            | Amazon                            | Peru |
| 78.  | Indigirka                                                                                  | 1.726        | 360.400                     | 1.810                             | Marea Siberiană Orientală         | Rusia |
| 79.  | Platte River                                                                               | 1.690        | 219.900                     | 199,3                             | Missouri                          | Statele Unite |
| 80.  | Senegal                                                                                    | 1.641        | 419.659                     | 680                               | Oceanul Atlantic                  | Guineea · Senegal · Mali · Mauritania |
| 81.  | Katanga – Kotui                                                                            | 1.636        | 364.000                     | 3.200                             | Marea Laptev                      | Rusia |
| 82.  | Cursul superior Jubba – Ganale Dorya                                                       | 1.634        | 214.441                     | 316                               | Râul Jubba                        | Etiopia (69%) · Somalia (27%) · Kenya (5%) |
| 83.  | Uruguay                                                                                    | 1.610        | 353.451                     | 7.058                             | Oceanul Atlantic                  | Uruguay · Argentina · Brazilia |
| 84.  | Churchill River                                                                            | 1.609        | 281.300                     | 1.200                             | Golful Hudson                     | Canada |
| 85.  | Nilul Albastru                                                                             | 1.600        | 326.400                     | 1.548                             | Nil                               | Etiopia · Sudan |
| 85.  | Okavango (Cubango)                                                                         | 1.600        | 530.000                     | 475                               | Delta Okavango                    | Namibia · Angola · Botswana |
| 85.  | Volta                                                                                      | 1.600        | 407.093                     | 1.210                             | Golful Guineei                    | Ghana · Burkina Faso · Togo · Coasta de Fildeș · Benin |
| 88.  | Río Beni                                                                                   | 1.599        | 283.350                     | 8.900                             | Rio Madeira                       | Bolivia |
| 89.  | Șilka – Onon                                                                               | 1.592        | 206.000                     | 440                               | Amur                              | Rusia (86%) · Mongolia (14%) |
| 90.  | Tobol                                                                                      | 1.591        | 426.000                     | 805                               | Irtîș                             | Kazahstan · Rusia |
| 91.  | Alazeia                                                                                    | 1.590        | 64.700                      | 320                               | Marea Siberiană Orientală         | Rusia |
| 92.  | Kafue                                                                                      | 1.576        | 155.000                     | 320                               | Zambezi                           | Zambia (99,6%) · Republica Democratică Congo (0,4%) |
| 93.  | Yalong                                                                                     | 1.571        | 128.444                     | 1.810                             | Yangtze                           | China |
| 94.  | Rio Magdalena                                                                              | 1.550        | 263.858                     | 8.058                             | Marea Caraibilor                  | Columbia |
| 95.  | Han (Hanshui)                                                                              | 1.532        | 174.300                     | 1.632                             | Yangtze                           | China |
| 96.  | Kura/Mt'k'vari                                                                             | 1.515        | 188.400                     | 575                               | Marea Caspică                     | Turcia · Georgia · Azerbaidjan |
| 97.  | Oka                                                                                        | 1.500        | 245.000                     | 1.310                             | Volga                             | Rusia |
| 97.  | Murray (cursul superior)                                                                   | 1.500        | 260.000                     |                                   | Murray (cursul inferior)          | Australia |
| 99.  | Iana – Sartang                                                                             | 1.492        | 238.000                     | 1.110                             | Marea Laptev                      | Rusia |
| 100. | Pecos River                                                                                | 1.490        | 115.000                     | 7,5                               | Rio Grande                        | Statele Unite |
| 101. | Murrumbidgee River                                                                         | 1.485        | 923                         | 120                               | Murray                            | Australia |
| 102. | Enisei (cursul superior) – Micul Enisei (Kaa-Hem)                                          | 1.480        | 360.000                     |                                   | Enisei                            | Rusia · Mongolia |
| 103. | Godavari                                                                                   | 1.465        | 312.812                     | 3.061                             | Golful Bengal                     | India |
| 104. | Sangha – Ngoko-Dja                                                                         | 1.459        | 233.740                     |                                   | Congo                             | Camerun (45%) · Congo (31%) · Republica Centrafricană (25%) |
| 105. | Vaal                                                                                       | 1.458        | 196.438                     | 125                               | Orange                            | Africa de Sud |
| 106. | Sutlej                                                                                     | 1.450        | 395.000                     | 2.946,66                          | Chenab                            | China · India · Pakistan |
| 107. | Ili (Yili)                                                                                 | 1.439        | 140.000                     | 480                               | Lacul Balhaș                      | China · Kazahstan |
| 108. | Oliokma                                                                                    | 1.436        | 210.000                     | 2.110                             | Lena                              | Rusia |
| 109. | Columbia (cursul superior)                                                                 | 1.430        | 292.316                     | 3.364                             | Columbia                          | Statele Unite · Canada |
| 110. | Rio Tocantins (cursul superior)                                                            | 1.427        | 310.000                     |                                   | Rio Tocantins                     | Brazilia |
| 111. | Belaia (Kama Albă)                                                                         | 1.420        | 142.000                     | 858                               | Kama                              | Rusia |
| 111. | Cooper Creek – Barcoo River                                                                | 1.420        | 297.950                     | 36                                | Lacul Eyre                        | Australia |
| 113. | Nistru                                                                                     | 1.411 (1352) | 72.100                      | 310                               | Marea Neagră                      | Ucraina · Moldova |
| 114. | Taz                                                                                        | 1.401        | 150.000                     | 1.450                             | Golful Tazovskaia                 | Rusia |
| 115. | Bénoué                                                                                     | 1.400        | 319.000                     | 3.477                             | Niger                             | Camerun · Nigeria |
| 115. | Chari                                                                                      | 1.400        | 548.747                     | 1.059                             | Lacul Ciad                        | Ciad · Camerun · Niger · Nigeria |
| 115. | Rio Parnaíba                                                                               | 1.400        | 344.112                     |                                   | Oceanul Atlantic                  | Brazilia |
| 115. | Warburton Creek – Georgina River                                                           | 1.400        | 408.005                     | 60                                | Lacul Eyre                        | Australia |
| 119. | Colorado River (Texas)                                                                     | 1.387        | 103.000                     | 73,9                              | Golful Mexic                      | Statele Unite |
| 120. | Yamuna                                                                                     | 1.376        | 366.223                     | 2.950                             | Gange                             | India |
| 121. | Apaporis                                                                                   | 1.370        | 57.430,6                    | 4.092                             | Japurá                            | Columbia (93%) · Brazilia (7%) |
| 121. | Nen (Nonni)                                                                                | 1.370        | 270.000                     |                                   | Songhua                           | China |
| 121. | Viatka                                                                                     | 1.370        | 129.000                     | 890                               | Kama                              | Rusia |
| 124. | Fraser                                                                                     | 1.368        | 220.000                     | 3.475                             | Oceanul Pacific                   | Canada · Statele Unite |
| 125. | Rio Grande (Paraná)                                                                        | 1.360        | 143.000                     |                                   | Paraná                            | Brazilia |
| 126. | Kızılırmak                                                                                 | 1.355        | 115.000                     | 400                               | Marea Neagră                      | Turcia |
| 127. | Río Madre de Dios                                                                          | 1.347        | 125.000                     | 4.915                             | Río Beni                          | Peru · Bolivia |
| 128. | Liao – Xiliao – Laoha                                                                      | 1.345        | 232.000                     | 500                               | Marea Bohai                       | China |
| 129. | Lachlan River                                                                              | 1.339        | 84.700                      | 49                                | Murrumbidgee River                | Australia |
| 130. | Narmada                                                                                    | 1.333        | 98.796                      | 1.447                             | Marea Arabiei                     | India |
| 131. | Hai                                                                                        | 1.329        | 318.200                     | 717                               | Marea Bohai                       | China |
| 132. | Rio Branco – Uraricoera                                                                    | 1.326        | 192.393                     | 6.469                             | Rio Negro                         | Brazilia (96%) · Guyana (7%) · Venezuela (1%) |
| 133. | Iguazú                                                                                     | 1.320        | 67.537                      | 1.746                             | Paraná                            | Brazilia · Argentina |
| 134. | Taseeva – Ciuna (Uda)                                                                      | 1.319        | 128.000                     | 740                               | Angara                            | Rusia |
| 135. | Rio Javari (Río Yavarí)                                                                    | 1.309        | 109.680                     | 5.225                             | Amazon                            | Brazilia (78%) · Peru (22%) |
| 136. | Dvina de Nord – Suhona                                                                     | 1.302        | 350.496                     | 3.416                             | Marea Albă                        | Rusia |
| 137. | Río Inírida                                                                                | 1.300        | 53.816,9                    | 3.385                             | Río Guaviare                      | Columbia |
| 137. | Río Iriri                                                                                  | 1.300        | 141.943                     | 3.028                             | Río Xingu                         | Brazilia |
| 137. | Neva – Vuoksi (Vuoksa, Vuokša, Vuoksen)                                                    | 1.300        | 282.300                     | 2.628                             | Golful Finlandei                  | Rusia · Finlanda · Belarus |
| 140. | Ruki                                                                                       | 1.296        | 173.800                     | 4.450                             | Congo                             | Republica Democratică Congo |
| 141. | Krishna                                                                                    | 1.290        | 258.948                     | 2.213                             | Golful Bengal                     | India |
| 142. | Lomami                                                                                     | 1.280        | 110.000                     |                                   | Congo                             | Republica Democratică Congo |
| 143. | Ottawa                                                                                     | 1.271        | 146.300                     | 1.950                             | Saint Lawrence                    | Canada |
| 144. | Río Grande de Santiago – Río Lerma                                                         | 1.270        | 119.543                     | 320                               | Oceanul Pacific                   | Mexic |
| 145. | Rio Guaporé (Río Itenez)                                                                   | 1.260        | 341.000                     | 2.430                             | Río Mamoré                        | Brazilia · Bolivia |
| 146. | Red River of the North – Assiniboine – Souris River                                        | 1.260        | 287.500                     | 244                               | Lacul Winnipeg                    | Canada (56%) · Statele Unite (44%) |
| 147. | Elba – Vltava                                                                              | 1.252        | 148.268                     | 711                               | Marea Nordului                    | Germania · Cehia |
| 148. | Zeia                                                                                       | 1.242        | 233.000                     | 1.810                             | Amur                              | Rusia |
| 149. | Rio Juruena                                                                                | 1.240        | 192.628                     | 4.936,7                           | Rio Tapajós                       | Brazilia |
| 150. | Mississippi (cursul superior)                                                              | 1.236        | 450.000                     | 4.800                             | Mississippi                       | Statele Unite |
| 151. | Rin (Rhein, Rhin, Rijn)                                                                    | 1.233        | 185.000                     | 2.330                             | Marea Nordului                    | Germania (57,3%) · Elveția (15,1%) · Țările de Jos (12,3%) · Franța (12,2%) · Luxemburg (1,4%) · Austria (1,3%) · Belgia (0,4%) · Liechtenstein (0,1%) · Italia (0,03%)                                                                  |
| 152. | Athabasca                                                                                  | 1.231        | 95.300                      | 783                               | Mackenzie                         | Canada |
| 153. | Marha                                                                                      | 1.231        | 99.000                      | 405                               | Râul Viliui                       | Rusia |
| 154. | Canadian River                                                                             | 1.223        | 123.220                     | 182,2                             | Arkansas                          | Statele Unite |
| 155. | North Saskatchewan River                                                                   | 1.220        | 122.800                     | 238                               | Saskatchewan River                | Canada |
| 156. | Kansas River – Republican River                                                            | 1.218        | 155.690                     | 205                               | Missouri                          | Statele Unite |
| 157. | Vistula – Narava (Narau) – Bug                                                             | 1.213        | 194.424                     | 1.080                             | Marea Baltică                     | Polonia · Belarus · Ucraina |
| 158. | Awash                                                                                      | 1.200        | 69.197                      | 152                               | Lacul Abbe                        | Etiopia · Djibouti |
| 158. | Shire                                                                                      | 1.200        | 160.000                     | 486                               | Zambezi                           | Mozambic · Malawi |
| 158. | Ogooué (Ogowe)                                                                             | 1.200        | 223.856                     | 5.890                             | Oceanul Atlantic                  | Gabon · Congo |
| 161. | Fimi – Lukenie                                                                             | 1.194        | 133.432                     |                                   | Kasai                             | Republica Democratică Congo |
| 162. | Mobile River                                                                               | 1.192        | 115.000                     | 1.900                             | Golful Mexic                      | Statele Unite |
| 163. | Lukuga                                                                                     | 1.184        | 244.500                     |                                   | Lualaba                           | Tanzania (62%) · Republica Democratică Congo (26%) · Zambia (6%) · Burundi (5%) · Rwanda (2%) |
| 164. | Min – Dadu                                                                                 | 1.182        | 133.000                     | 2.850                             | Yangtze                           | China |
| 165. | Marha                                                                                      | 1.181        | 99.000                      | 405                               | Viliui                            | Rusia |
| 166. | Rio Aripuanã                                                                               | 1.175        | 147.224                     | 4.064                             | Rio Madeira                       | Brazilia |
| 167. | Milk River                                                                                 | 1.173        | 62.000                      | 17,5                              | Missouri                          | Statele Unite · Canada |
| 168. | Mun – Chi                                                                                  | 1.162        | 119.180                     | 725                               | Mekong                            | Thailanda |
| 168. | White River                                                                                | 1.162        | 71.910                      | 834,8                             | Mississippi                       | Statele Unite |
| 170. | Chindwin                                                                                   | 1.158        | 114.685                     | 4.740                             | Ayeyarwady                        | Myanmar |
| 171. | Sankuru                                                                                    | 1.150        | 150.000                     |                                   | Kasai                             | Republica Democratică Congo |
| 171. | Wu                                                                                         | 1.150        | 80.300                      | 1.108                             | Yangtze                           | China |
| 173. | Hóng Hé (Sông Hồng)                                                                        | 1.149        | 143.700                     | 4.300                             | Golful Tonkin                     | China · Vietnam |
| 174. | James River (Dakota River)                                                                 | 1.143        | 54.240                      | 18,3                              | Missouri                          | Statele Unite |
| 175. | Kapuas                                                                                     | 1.143        | 98.749                      | 6.012                             | Marea Chinei de Sud               | Indonezia |
| 176. | Rio Paraíba do Sul                                                                         | 1.137        | 56.000                      |                                   | Oceanul Atlantic                  | Brazilia |
| 177. | Yobe – Hadejia                                                                             | 1.135        | 183.009                     |                                   | Lacul Ciad                        | Nigeria (68%) · Niger (32%) |
| 178. | Desna                                                                                      | 1.130        | 88.900                      | 360                               | Nipru                             | Rusia · Belarus · Ucraina |
| 178. | Helmand                                                                                    | 1.130        | 150.000                     |                                   | Lacul Hamun-i-Helmand             | Afganistan · Iran |
| 178. | Rio Tietê                                                                                  | 1.130        | 72.168                      | 937                               | Paraná                            | Brazilia |
| 178. | Vîcegda                                                                                    | 1.130        | 121.000                     | 1.160                             | Dvina de Nord                     | Rusia |
| 182. | Sepik                                                                                      | 1.126        | 77.700                      | 5.000                             | Oceanul Pacific                   | Papua Noua Guinee · Indonezia |
| 182. | Sobat – Pibor                                                                              | 1.126        | 225.000                     | 412                               | Nilul Alb                         | Sudanul de Sud (60%) · Etiopia (29%) · Kenya (10%) · Uganda (2%) |
| 184. | Orhon                                                                                      | 1.124        | 132.835                     | 66                                | Selenga                           | Mongolia |
| 185. | Cimarron River                                                                             | 1.123        | 49.100                      | 32,9                              | Arkansas                          | Statele Unite |
| 186. | Anadir                                                                                     | 1.120        | 191.000                     | 2.020                             | Golful Anadir                     | Rusia |
| 187. | Jialing                                                                                    | 1.119        | 160.000                     |                                   | Yangtze                           | China |
| 188. | Liard River                                                                                | 1.115        | 277.100                     | 2.434                             | Mackenzie                         | Canada |
| 189. | Omolon                                                                                     | 1.114        | 113.000                     |                                   | Kolîma                            | Rusia |
| 190. | Mamberamo                                                                                  | 1.112        | 78.992                      | 5.923                             | Oceanul Pacific                   | Indonezia |
| 191. | Cumberland River                                                                           | 1.105        | 46.830                      | 862                               | Mississippi                       | Statele Unite |
| 192. | Omo                                                                                        | 1.104        | 86.657                      | 915,5                             | Lacul Turkana                     | Etiopia |
| 193. | Bani                                                                                       | 1.100        | 146.570                     |                                   | Niger                             | Mali (80%) · Coasta de Fildeș (15%) · Burkina Faso (5%) · Guineea (0,1%) |
| 193. | Rio Huallaga                                                                               | 1.100        | 90.000                      | 3.800                             | Rio Marañón                       | Peru |
| 193. | Kwango                                                                                     | 1.100        | 263.500                     | 2.700                             | Kasai                             | Angola · Republica Democratică Congo |
| 193. | Draa                                                                                       | 1.100        | 95.000                      |                                   | Oceanul Atlantic                  | Maroc |
| 197. | Gambia                                                                                     | 1.094        | 78.000                      |                                   | Oceanul Atlantic                  | Gambia · Senegal · Guineea |
| 198. | Tiung                                                                                      | 1.092        | 49.800                      |                                   | Viliui                            | Rusia |
| 199. | Barito                                                                                     | 1.090        | 81.675                      | 5.497                             | Marea Java                        | Indonezia |
| 200. | Maia                                                                                       | 1.087        | 171.000                     | 1.180                             | Aldan                             | Rusia |
| 201. | Yellowstone                                                                                | 1.080        | 114.260                     | 390                               | Missouri                          | Statele Unite |
| 201. | Karnali (Ghaghara)                                                                         | 1.080        | 127.950                     | 2.990                             | Gange                             | India · Nepal · China |
| 203. | Huai                                                                                       | 1.078        | 270.000                     | 1.110                             | Yangtze                           | China |
| 204. | Aras                                                                                       | 1.072        | 102.000                     | 285                               | Kura                              | Turcia · Armenia · Azerbaidjan · Iran |
| 205. | Chu                                                                                        | 1.067        | 62.500                      |                                   | canale de irigații                | Kârgâzstan · Kazakhstan |
| 205. | Sanaga-Djérem                                                                              | 1.067        | 140.000                     | 2.072                             | Golful Guineei                    | Camerun · Nigeria · Republica Centrafricană |
| 207. | Doneț                                                                                      | 1.053 (1078) | 98.900                      | 159                               | Don                               | Rusia · Ucraina |
| 208. | Rio Bermejo                                                                                | 1.050        | 125.000                     |                                   | Paraguay                          | Argentina · Bolivia |
| 208. | Cunene                                                                                     | 1.050        | 108.943                     |                                   | Oceanul Atlantic                  | Angola (85%) · Namibia (15%) |
| 208. | Fly                                                                                        | 1.050        | 75.800                      | 6.500                             | Golful Papua                      | Papua Noua Guinee · Indonezia |
| 208. | Kuskokwim River                                                                            | 1.050        | 120.000                     | 1.900                             | Marea Bering                      | Statele Unite |
| 212. | Tennessee                                                                                  | 1.049        | 105.870                     | 1.998                             | Ohio                              | Statele Unite |
| 213. | Oder – Warta                                                                               | 1.045        | 118.861                     | 550                               | Marea Baltică                     | Polonia · Germania · Cehia |
| 214. | Rio Apure                                                                                  | 1.038        | 167.000                     | 2.300                             | Orinoco                           | Venezuela (99,8%) · Colombia (0,2%) |
| 215. | Logone                                                                                     | 1.033        | 78.000                      | 492                               | Chari                             | Chad (53%) · Camerun (34%) · Republica Centrafricană (14%) |
| 216. | Aruwimi                                                                                    | 1.030        | 116.100                     | 2.200                             | Congo                             | Republica Democratică Congo |
| 217. | Chambal                                                                                    | 1.024        | 143.219                     | 456                               | Yamuna                            | India |
| 207. | Pur                                                                                        | 1.024        | 112.000                     |                                   | Golful Tazovskaia                 | Rusia |
| 219. | Daugava (Dvina de Vest)                                                                    | 1.020        | 87.900                      | 678                               | Golful Riga                       | Letonia · Belarus · Rusia |
| 220. | Gila                                                                                       | 1.015        | 151.000                     | 7                                 | Colorado                          | Statele Unite |
| 221. | Essequibo                                                                                  | 1.014        | 156.828                     | 5.136                             | Oceanul Atlantic                  | Guyana · Venezuela |
| 222. | Loire                                                                                      | 1.012        | 115.271                     | 840                               | Oceanul Atlantic                  | Franța |
| 223. | Hoper                                                                                      | 1.010        | 61.100                      | 150                               | Don                               | Rusia |
| 224. | Tajo (Tejo)                                                                                | 1.006        | 80.100                      | 444                               | Oceanul Atlantic                  | Spania · Portugalia |
| 225. | Flinders River                                                                             | 1.004        | 109.000                     | 122                               | Golful Carpentaria                | Australia |
| 226. | Koksoak River                                                                              | 1.000        | 136.262                     | 2.800                             | Golful Ungava                     | Canada |
| 226. | Rio Usumacinta                                                                             | 1.000        | 134.400                     |                                   | Golful Mexic                      | Mexic · Guatemala |

## Notă explicativă
1. ↑  Exemplu de paradox al liniei de coastă. Dacă linia de coastă a Marii Britanii este măsurată folosind unități de 100 km lungime, atunci lungimea liniei de coastă este de aproximativ 2.800 km. Utilizând unități de 50 km, lungimea totală este de aproximativ 3.400 km, cu aproximativ 600 km mai multLungimile granițelor terestre pot varia în funcție de scara la care sunt măsurate, metodele diferite de măsurare generând „paradoxul liniei de coastă”.
Paradoxul liniei de coastă este observația contraintuitivă că linia de coastă a unei mase de uscat nu are o lungime bine definită. Lungimea măsurată a liniei de coastă depinde de metoda utilizată pentru măsurarea acesteia și de gradul de generalizare cartografică. Deoarece o masă de uscat are caracteristici la toate scările, de la sute de kilometri în dimensiune până la fracțiuni mici de milimetru și mai puțin, nu există o dimensiune evidentă a celei mai mici caracteristici care ar trebui luată în considerare la măsurare și, prin urmare, nici un perimetru unic bine definit al masei uscatului